# Mesitileno
Mesitileno ou 1,3,5-trimetilbenzeno (C9H12) é um hidrocarboneto aromático com três substituintes metil ligados ao anel benzênico. É preparado pela destilação de uma mistura de acetona e ácido sulfúrico ou pela trimerização do propino em ácido sulfúrico, o qual, em ambos os casos, age como catalisador e agente desidratante É comumente usado como solvente em laboratório e na indústria. É inflamável e irritante; é um líquido de baixo ponto de fusão.
Na indústria de eletrônicos, o mesitileno serve como desenvolvedor para silicones fotopadronizáveis devido a suas propriedades dissolventes.
Na indústria do petróleo, o mesitileno é um dos hidrocarbonetos de maior octanagem (MON = 114,0, quando puro, ou MON/RON = 137/171), maior que o etilbenzeno (MON/RON = 97,9/103,6, puro, ou 97,0-142/102,6-167, em mistura) e todos os outros hidrocarbonetos listados na fonte.
O 1,3,5-trimetilbenzeno é também um composto orgânico volátil muito presente nos centros urbanos e resulta da combustão. Tem um papel significativo na formação de aerossol e ozônio troposférico, bem como outras reações na química atmosférica.
O grupo mesitil (Mes) é encontrado ligado a muitos compostos orgânicos.

## Preparação
Mesitileno é preparado pela obtenção de equilíbrio de xileno (ou simples metil-alquilação dele) sobre catalisador ácido sólido:
2 C6H4(CH3)2 ⇌ C6H3(CH3)3 + C6H5CH3
C6H4(CH3)2 + CH3OH → C6H3(CH3)3 + H2O
Embora impraticável, pode ser preparado por trimerização do propino, exigindo também um catalisador ácido proporcionando uma mistura de 1,3,5- e 1,2,4-trimetilbenzenos.
Catálise e desidratação por ácido sulfúrico, trimerização de acetona através de condensação aldólica também proporciona mesitileno.

## Reações
A oxidação do mesitileno com ácido nítrico fornece ácido trimésico ( C6H3(CO2H)3). Usando-se o oxidante mais suave dióxido de manganês, obtém-se 3,5-dimetilbenzaldeído. Com centros de metal funcionando como um ligando, um exemplo sendo (η6-C6H3Me3)Mo(CO)3.

## Aplicações
Mesitileno é principalmente usado como um precursor de 2,4,6-trimetilanilina, um precursor para corantes. Este derivado é preparado pela mononitração seletiva do mesitileno, evitando a oxidação dos grupos metila.
É um aditivo e componente de algumas misturas de gasolina de aviação (avgas) em proporções de até 85% (p/p), em combinação com outros hidrocarbonetos, como o isopentano.

### Nichos de uso
Mesitileno é usado em laboratório como um solvente especial. Também serve como um ligante em química organometálica, um exemplo sendo (η6-C6H3Me3)Mo(CO)3.
Na indústria de produtos eletrônicos, mesitileno tem sido usado como um revelador para silicones fotopadronizáveis devido a suas propriedades como solvente.
Os três átomos de hidrogênio aromáticos (ligados aos carbonos do anel) do mesitileno são identicamente substituíveis. Portanto, eles dão somente um pico próximo de 6.8 ppm no espectro 1H NMR. Por isso, o mesitileno é usado algumas vezes como padrão interno em amostras NMR que contém prótons aromáticos.
Ácido uvítico é obtido por oxidar-se mesitileno ou por condensar ácido piroracêmico com água de barita.

## História
Mesitileno foi primeiramente preparado em 1837 por Robert Kane, um químico irlandês, pelo aquecimento de acetona com ácido sulfúrico concentrado. Nomeou sua nova substância "mesitylene" devido ao químico alemão Carl Reichenbach ter nomeado a acetona "mesit" (do [[L[íngua grega|grego]] μεσίτης, o mediador), e Kane acreditava que sua reação tinha desidratado “mesit”, convertendo-a em um alceno, "mesitileno". Entretanto, a determinação de Kane da composição química ("fórmula empírica") do mesitileno estava incorreta. A fórmula empírica correta foi fornecida por August W. von Hofmann em 1849. Em 1866 Adolf von Baeyer mostrando que a estrutura do mesitileno era consistente com a de 1,3,5-trimetilbenzeno; entretanto, conclusiva prova de que mesitileno era idêntico ao 1,3,5-trimetilbenzeno foi fornecida por Albert Ladenburg em 1874.

## Grupo mesitil
O grupo (CH3)3C6H2- é chamado mesitil, mesitilo ou  mesitila (símbolo de grupo orgânico: Mes). Derivados de mesitilo, e.g. tetramesitildiferro, são tipicamente preparados do reagente de Grignard (CH3)3C6H2MgBr.